# اریکا لاست
اریکا لاست (Erika Lust) کارگردان، فیلم‌نامه‌نویس و تهیه‌کننده پورن فمینیست سوئدی است. وی از سال ۲۰۰۴ میلادی تاکنون مشغول فعالیت بوده است. لاست در کنار افرادی مثل پترا جوی و آنا اسپن فردی راهگشا در ترویج اهداف جنبش پورنوگرافی فمینیستی بوده است. وی کتاب‌های متعددی نوشته است. او در شهر بارسلون زندگی و کار می‌کند.
وی نخستین بار برای فیلم هوس کاباره (به انگلیسی: Cabaret Desire) برنده فیلم سال جایزه پورن فمینیستی در سال ۲۰۱۲ شد. وی همچنین برنده جوایزی همچون جوایز اروتیک‌لاین شده است.
او در سال ۱۹۷۷ در استکهلم سوئد با نام اریکا هالکویست (Erika Hallqvist) زاده شد.

## بخشی از فیلم‌شناسی

### فیلم‌های بلند
- پروژه سکس بارسلونا (۲۰۰۸)
- زندگی عشق شهوت (۲۰۱۰)
- هوس کاباره (۲۰۱۱)

### فیلم‌های کوتاه
- دختر خوب (۲۰۰۴)
- دستبند (۲۰۰۹)
- دوستم داشته باش انگار که ازم بدت میاد (۲۰۱۰)
- اتاق ۳۳ (۲۰۱۱) (دنباله دستبند)